# Nino Schurter
Nino Schurter (* 13. Mai 1986 in Tersnaus) ist ein Schweizer Mountainbiker. Er ist Olympiasieger (2016), zehnfacher Weltmeister sowie neunfacher Sieger des UCI-Gesamtweltcups im Cross Country.

## Werdegang
Nino Schurter holte in sämtlichen Nachwuchskategorien die Schweizer Meistertitel im Mountainbiken: 2002 bei den Kadetten, 2004 bei den Junioren, 2005, 2006, 2007 und 2008 bei den Espoirs (U23). Bei den Weltmeisterschaften gewann er 2003 die Silbermedaille, 2004 den Titel bei den Junioren. Die Stiftung Schweizer Sporthilfe zeichnete Schurter als Nachwuchsathleten des Jahres 2004 aus. Ein Jahr darauf wurde er – nachdem er in Führung liegend durch einen Defekt zurückgebunden worden war – an den Mountainbike-Weltmeisterschaften 2005 in Livigno in der Kategorie U23 Dritter.
Nach dem erneuten Sieg bei den Schweizer Meisterschaften sowie dem Europameistertitel und dem Gesamtweltcup in der Kategorie U23 holte sich Schurter 2006 den Weltmeistertitel der Espoirs. 2007 holte er erneut den Schweizer Meister- sowie den Europameistertitel. Bei den Weltmeisterschaften 2007 in Fort William konnte er den Titel nicht verteidigen und wurde hinter dem Dänen Jakob Fuglsang Zweiter. Mit dem erneuten Gewinn des Europameistertitels 2008 in St. Wendel gewann er diesen Titel in der Kategorie U23 drei Mal in Folge.
Im Juni 2008 nach fünf Weltcup-Läufen stand er zwei Mal auf dem zweiten Platz (Houffalize und Fort William). Im Juni 2008 gewann er nach 2006 zum zweiten Mal den Weltmeistertitel in der Kategorie U23. Bei den Sommerspielen in Peking gewann Nino Schurter mit Bronze seine erste Olympiamedaille.
Einen seiner grössten Erfolge errang Schurter 2009, als er im Alter von 23 Jahren als jüngster Fahrer in der Geschichte des Mountainbikesports in der Elite-Kategorie Weltmeister wurde.
2010 wurde Schurter erstmals in der Elite-Kategorie Schweizer Meister im Cross Country. Im April 2010 gewann er mit dem Auftaktrennen in Dalby Forest sein erstes Weltcup-Rennen in der Elitekategorie, womit er zugleich auch erstmals die Führung im Gesamtweltcup übernahm, den er in diesem Jahr zum ersten Mal für sich entscheiden konnte. Er konnte in diesem Jahr auch den Racer Bikes Cup für sich entscheiden.
2011 wurde er Zweiter bei den Schweizer Meisterschaften im Cross Country. Anlässlich der Weltmeisterschaften 2011 in Champéry im Wallis gewann Schurter hinter dem Tschechen Jaroslav Kulhavý die Silbermedaille. Zwei Wochen nach den Weltmeisterschaften wurde er von Swiss Olympic als erster Schweizer für die Olympischen Spiele 2012 in London nominiert und gewann ebenfalls hinter Kulhavy die Silbermedaille im Cross Country. Von 2012 bis 2016 gewann Schurter fünf Mal in Folge die Schweizer Meisterschaft. 2013 wurde er zum dritten Mal Cross-Country-Weltmeister in Pietermaritzburg, Südafrika.
Zusammen mit Nicola Spirig (Triathlon), Jolanda Neff (Mountainbike) und Giulia Steingruber (Kunstturnen) nahm er im Juni an den Europaspielen 2015 in Baku teil und konnte im Cross Country gewinnen.
Im Jahr 2015 holte sich Nino Schurter zudem zum vierten Mal sowohl den Weltmeistertitel als auch den Gesamtweltcupsieg. Am 21. August 2016 gewann Nino Schurter mit dem Sieg beim Mountainbikerennen die 100. Goldmedaille bei den Olympischen Sommerspielen für die Schweiz.
Nino Schurter gewann 2017 mit Matthias Stirnemann das Mountainbike-Etappenrennen Cape Epic. Im gleichen Jahr gewann er als erster Fahrer alle sechs Weltcup-Rennen im Cross Country (perfekte Saison) und sicherte sich damit zum fünften Mal den Gesamtweltcupsieg. Im gleichen Jahr holte er sich auch den Weltmeistertitel im Einzel, den sechsten insgesamt, sowie erstmals auch in der Staffel. Damit blieb er die ganze Saison ungeschlagen, nachdem er auf die Teilnahme an den Europameisterschaften verzichtet hatte. Im Dezember 2018 wurde er neben der Triathletin Daniela Ryf als Schweizer Sportler des Jahres ausgezeichnet.
Das Jahr 2018 krönte Nino Schurter mit seinem siebten WM-Titel vor heimischem Publikum in der Lenzerheide.
2019 konnte er zum Start der neuen Saison seinen zweiten Cape-Epic-Sieg an der Seite von Lars Forster feiern, im Weltcup dauerte es bis zum dritten Weltcuplauf, wo er seinen ersten Saisonsieg einfahren konnte. Nun steht er auf einer Gesamtzahl von 32 Weltcup-Siegen und ist nur noch einen vom Rekord entfernt.
Im Mai 2021 qualifizierte sich der 35-Jährige für einen Startplatz bei den Olympischen Sommerspielen in Tokio, wo er den vierten Platz belegte. Bei den Weltmeisterschaften 2021 in Val di Sole wurde er zum neunten Mal Weltmeister im Cross Country. Er entschied das Rennen im Zielsprint gegen den Landsmann Mathias Flückiger, welcher erneut die Silbermedaille gewann, zum dritten Mal hintereinander.

## Auszeichnungen
- Swiss Cycling Awards: 2012, 2013, 2016, 2017 und 2018 wurde Nino Schurter zum Schweizer Radsportler des Jahres gewählt.[7][8][9]
- Schweizer Sportler des Jahres: 2018[10]

## Sportliche Erfolge
| Datum/Jahr    | Rang | Wettbewerb                            | Austragungsort      | Zeit     | Bemerkung                                                                                      |
| ------------- | ---- | ------------------------------------- | ------------------- | -------- | ---------------------------------------------------------------------------------------------- |
| 21. Aug. 2008 | 3    | Olympische Sommerspiele 2008          | Peking              | 01:57:52 | Dritter hinter Julien Absalon und Jean-Christophe Péraud                                       |
| 8. Sep. 2009  | 1    | Mountainbike-Weltmeisterschaften 2009 | Canberra            | 02:04:39 | Weltmeister vor Julien Absalon und Florian Vogel                                               |
| 2010          | 1    | Schweizer Meisterschaft               | Schweiz             |          | Schweizer Meister Cross Country                                                                |
| 2011          | 2    | Schweizer Meisterschaft               | Schweiz             |          | Vizeschweizermeister Cross Country                                                             |
| 2012          | 1    | Schweizer Meisterschaft               | Schweiz             |          | Schweizer Meister Cross Country                                                                |
| 21. Aug. 2012 | 2    | Olympische Sommerspiele 2012          | London              | 01:29:08 | Zweiter hinter Jaroslav Kulhavý                                                                |
| 8. Sep. 2012  | 1    | Mountainbike-Weltmeisterschaften 2012 | Leogang, Saalfelden | 01:40:55 | Weltmeister vor Lukas Flückiger und Mathias Flückiger                                          |
| 2013          | 1    | Schweizer Meisterschaft               | Schweiz             |          | Schweizer Meister Cross Country                                                                |
| 13. Aug. 2013 | 1    | Mountainbike-Weltmeisterschaften 2013 | Pietermaritzburg    | 01:40:17 | Weltmeister vor Manuel Fumic                                                                   |
| 2014          | 1    | Schweizer Meisterschaft               | Schweiz             |          | Schweizer Meister Cross Country                                                                |
| 2015          | 1    | Schweizer Meisterschaft               | Schweiz             |          | Schweizer Meister Cross Country                                                                |
| 13. Juni 2015 | 1    | Europaspiele 2015                     | Baku                |          | Sieg vor zwei seiner Landsleute: Lukas Flückiger holte Silber und Fabian Giger fuhr zu Bronze. |
| 5. Sep. 2015  | 1    | Mountainbike-Weltmeisterschaften 2015 | Vallnord            | 01:29:22 | Weltmeister vor Julien Absalon                                                                 |
| 3. Juli 2016  | 1    | Mountainbike-Weltmeisterschaften 2016 | Nové Město          | 01:28:20 | Weltmeister vor Jaroslav Kulhavý                                                               |
| 3. Apr. 2016  | 1    | Swiss Bike Cup                        | Rivera              | 01:34:39 | Sieg                                                                                           |
| 17. Juli 2016 | 1    | Schweizer Meisterschaft               | Echallens           | 01:40:06 | Schweizer Meister im Cross Country                                                             |
| 21. Aug. 2016 | 1    | Olympische Sommerspiele 2016          | Rio de Janeiro      | 01:33:28 | Olympiasieger vor Jaroslav Kulhavý                                                             |
| 10. Sep. 2017 | 1    | Mountainbike-Weltmeisterschaften 2017 | Cairns              | 01:27:44 | Weltmeister vor Jaroslav Kulhavý                                                               |
| 9. Sep. 2018  | 1    | Mountainbike-Weltmeisterschaften 2018 | Lenzerheide         | 01:29:21 | Weltmeister vor Gerhard Kerschbaumer und Mathieu van der Poel                                  |
| 1. Sep. 2019  | 1    | Mountainbike-Weltmeisterschaften 2019 | Mont Saint Anne     |          | Weltmeister vor Matthias Flückiger und Stephane Tempier                                        |
| 29. Aug. 2021 | 1    | Mountainbike-Weltmeisterschaften 2021 | Val di Sole         |          | Weltmeister vor Matthias Flückiger und Victor Koretzky                                         |
| 28. Aug. 2022 | 1    | Mountainbike-Weltmeisterschaften 2022 | Les Gets            | 01:21:13 | Weltmeister vor David Valero und Luca Braidot                                                  |

## Teams
- 2006–2008: Swisspower MTB Team

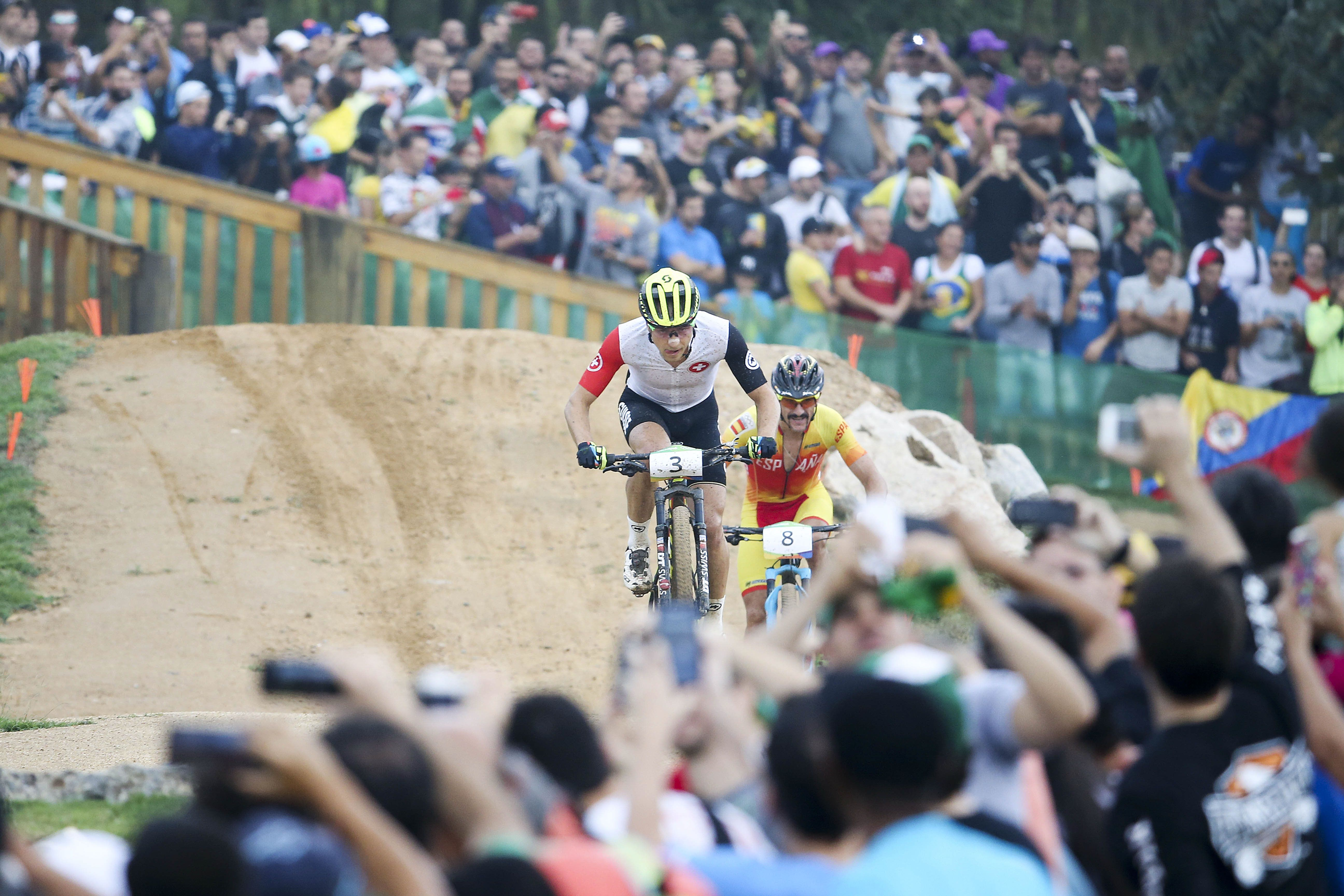
Nino Schurter (vorne) bei den Olympischen Sommerspielen 2016

- 2009–2011: Scott-Swisspower MTB Racing
- 2012–2013: Scott-Swisspower MTB Racing Team
- 2014: Scott-Odlo MTB Racing Team (bis 17.04.)
- 2014: Orica GreenEdge (ab 18.04.)
- 2015–2016: Scott-Odlo MTB Racing Team
- seit 2017: Scott-SRAM MTB Racing Team